# برتون آپون ترنت
OS_grid_referenceبرتون آپون ترنتlongitudeبرتون آپون ترنتlatitudeبرتون آپون ترنت
برتون آپون ترنت (به انگلیسی: Burton-upon-Trent) یک شهرک در بریتانیا است که در انگلستان واقع شده‌است.

## خصوصیات
برتون آپون ترنت ۴۳٬۷۸۴ نفر جمعیت دارد.

## نگارخانه

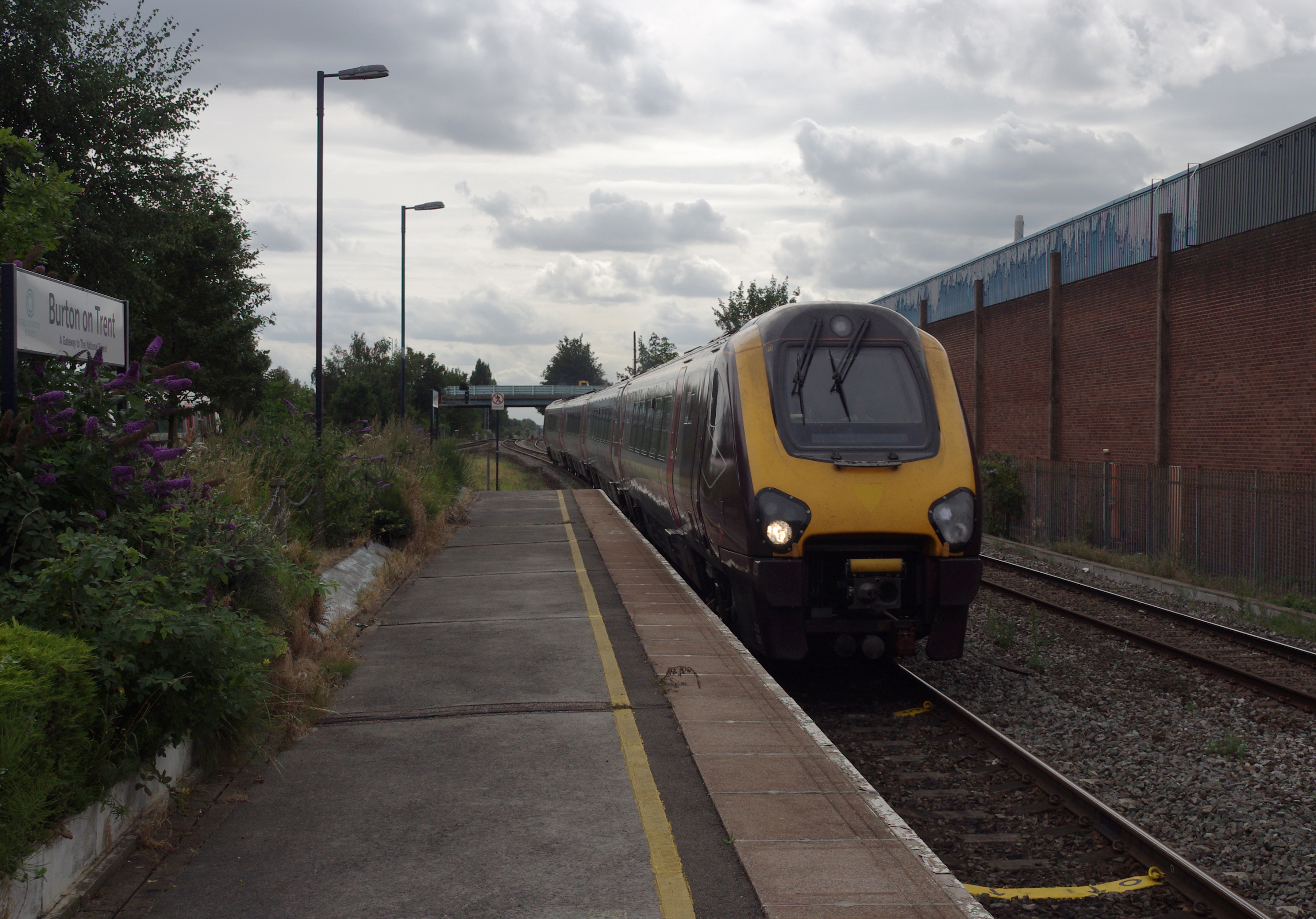
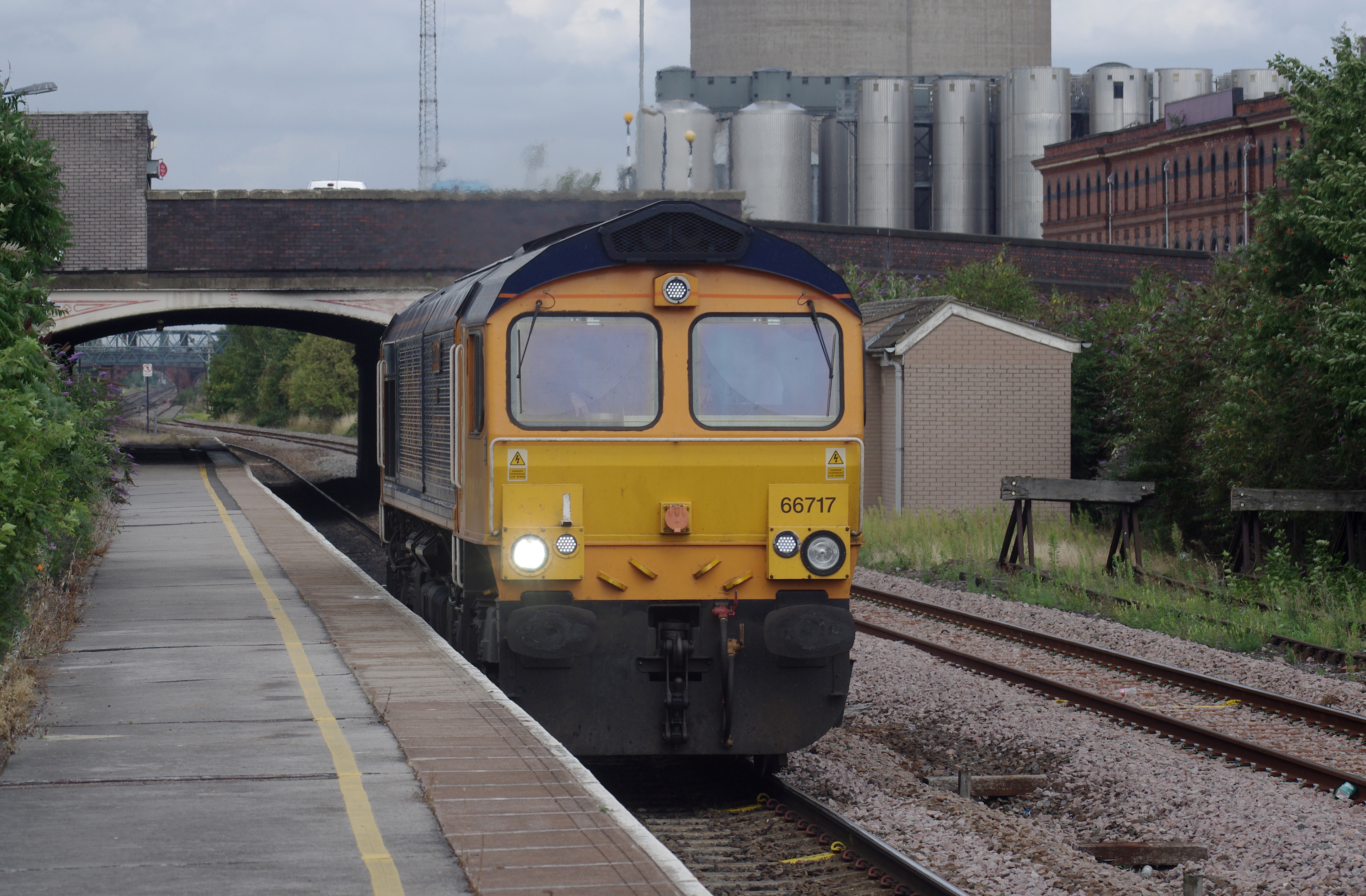
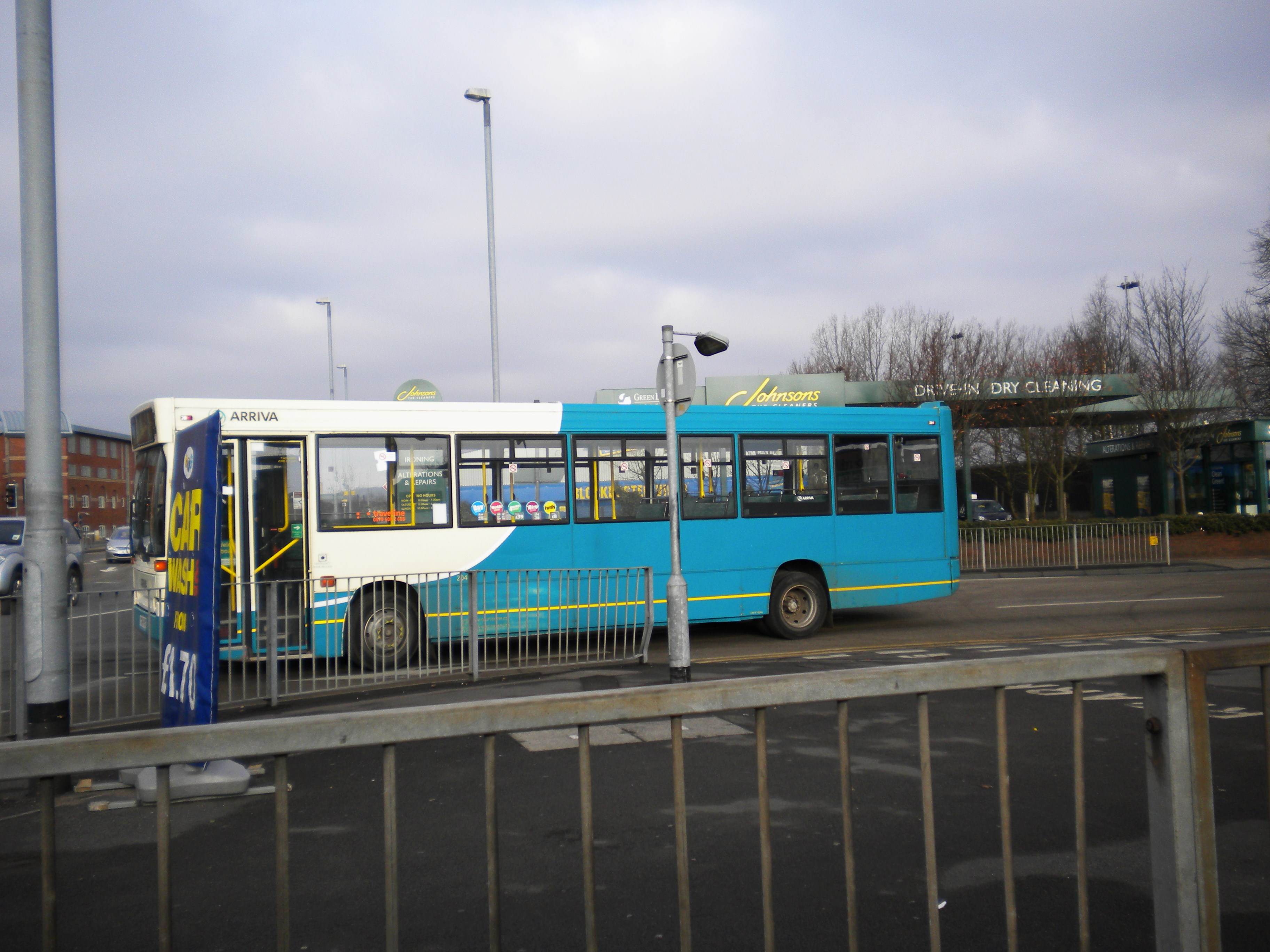